# Fusinus filosus
Espèce
Synonymes
- Latirus filosus

Fusinus filosus est une espèce de mollusques gastéropodes de la famille des Fasciolariidae.

## Philatélie
Ce coquillage figure sur une émission de l'Angola de 1974 (0,70 $) légendé Lathyrus filosus.